# 十円硬貨
十円硬貨（じゅうえんこうか）とは、日本国政府が発行する、額面10円の硬貨である。十円玉（じゅうえんだま）、十円貨、十円貨幣とも呼ばれる。明治時代に新貨条例の下で発行された旧十円金貨、貨幣法の下で発行された新十円金貨、昭和28年から33年にかけて発行されたギザ付きの十円青銅貨、昭和34年以降発行されているギザ無しの十円青銅貨がある。現在貨幣として有効なのは、2種類の青銅貨のみである。

## 概要
額面10円の硬貨としては明治期に本位貨幣として発行された金貨2種と、戦後に臨時補助貨幣として発行された青銅貨2種がある。

### 本位貨幣
明治4年（1871年）に制定された新貨条例で貨幣単位を「円」とし幣制を金本位制と定め、本位貨幣の一つとして十圓金貨（旧十圓金貨）が定められた。だが、準備金が不十分で実質的に銀本位制となった。日清戦争で得た賠償金を準備金として1897年（明治30年）に施行された貨幣法で改めて金本位制を確立した。その時に金平価を半減し、新十圓金貨を定め、旧十圓金貨は倍の20円として通用させた。いずれも無制限に通用する強制通用力が付与されていた。
1942年（昭和17年）に制定された日本銀行法で金兌換が廃止されたが、貨幣法の規定の下で飽くまでも10円ないし20円で通用する金貨として存続し、1988年（昭和63年）の通貨の単位及び貨幣の発行等に関する法律を以て失効した。

### 臨時補助貨幣
1938年（昭和13年）に戦時の時限法として制定された臨時通貨法は、銭単位の臨時補助貨幣を規定していたが、期限を撤廃して終戦後も存続し、インフレに伴い円単位の貨種を追加した。1950年（昭和25年）の改正で10円の貨種を追加して十円洋銀貨の発行が準備されたが、同年に始まった朝鮮戦争の影響で素材のニッケルが高騰し民需に回すために発行は取りやめとなった。素材を青銅に替えて1951年（昭和26年）12月より十円青銅貨（ギザ有）の造幣が開始され、昭和28年より発行された。1959年（昭和34年）より縁のギザを無くし平滑とした十円青銅貨（ギザ無）が発行されている。
いずれも臨時通貨法の下で臨時補助貨幣として発行され、1988年（昭和63年）4月の通貨の単位及び貨幣の発行等に関する法律施行後は「貨幣」と見なされる。十円青銅貨（ギザ無）は同法施行以後、「貨幣」として造幣・発行されている。
2種の青銅貨はいずれも法定通貨として有効であり、市中で不自由なく取引に使用できるが、十円青銅貨（ギザ有）は自動販売機等で使用できないことがある。
通貨の単位及び貨幣の発行等に関する法律第七条に基づき、一度の取引において強制通用力を有するのは20枚（200円）までである。21枚以上の使用については受け取り側は拒否することができ、その場合には支払い側が受け取るように強いることは出来ないが、双方の合意の上で使用するには差し支えない。

## 十円青銅貨
1951年（昭和26年）から製造され1953年（昭和28年）から1958年（昭和33年）にかけて発行されたギザ有の十円青銅貨（いわゆる「ギザ十」）、および1959年（昭和34年）以降継続して製造発行されているギザ無しの十円青銅貨の2種類が存在する。
仕様の差異については、後述の「#歴史」参照。2種類とも法定通貨として有効である。

### 概要
表面には京都府宇治市にある平等院鳳凰堂が描かれており、上下に配された「日本国」と「十円」の文字の周囲には唐草模様があしらわれている。裏面には「10」と製造年、常盤木がデザインされている。この硬貨の平等院鳳凰堂は細密にデザインされているが、これは発行開始当初は高額硬貨であったため、偽造防止の意味も含めて、当時発行が検討されていた五十円硬貨のデザインを流用したものである。造幣局では便宜上、平等院鳳凰堂が書かれている面を「表」、年号の記された面を「裏」としているが、明治時代の硬貨と異なり法律上、十円硬貨に表裏の規定はない。
一円硬貨や五円硬貨と同様、硬貨に使われる金属の価値は額面より低いが、1枚製造するのにかかるコストは額面以上であり、政府による貨幣発行益が赤字になる硬貨の一つでもある。
造幣局で製造されてから日本銀行に納入される際や、日本銀行での整理の際に用いられる麻袋については、十円硬貨は1袋に4000枚（金額4万円、正味重量18kg）詰められ、封緘の色は緑色となっている。

### 歴史
仕様の変遷は下記の通り。素材（銅95%、亜鉛4–3%、スズ1%-2%の組成の青銅）、量目（4.5 g）、直径（23.5 mm）、図柄（平等院鳳凰堂、常盤木）は2種類とも同じである。
| 名称                 | 発行開始日                                                | 製造終了年         | 周囲     |
| -------------------- | --------------------------------------------------------- | ------------------ | -------- |
| 十円青銅貨（ギザ有） | 1953年（昭和28年）1月5日 （製造は1951年（昭和26年）開始） | 1958年（昭和33年） | ギザあり |
| 十円青銅貨（ギザ無） | 1959年（昭和34年）2月16日                                 | 発行中             | 平滑     |

#### 十円青銅貨（ギザ有）

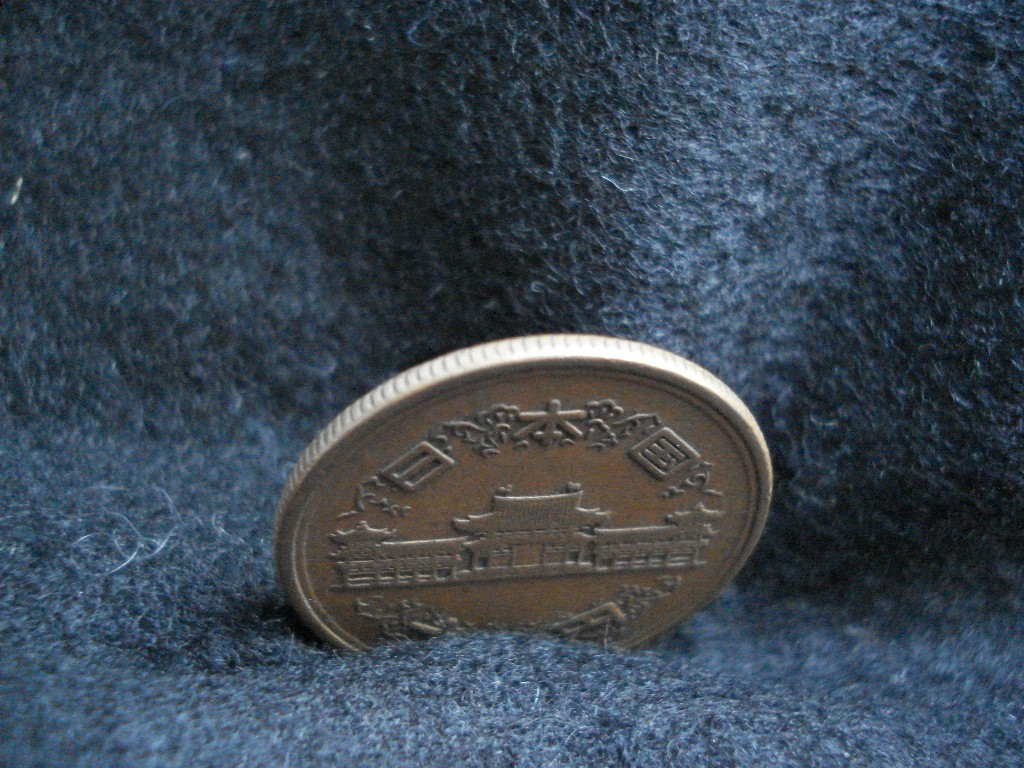
1952年（昭和27年）製造。側面にギザあり。

1951年（昭和26年）12月7日政令第372号「十円の臨時補助貨幣の形式等に関する政令の一部を改正する政令」により臨時補助貨幣として1953年（昭和28年）1月5日に発行された。
当初計画された十円洋銀貨の発行が中止となったため、洋銀に代わる素材として青銅が選ばれ、当時予定されていた50円銀貨（制定無し･未製造）の平等院鳳凰堂のデザインを流用して制定し、製造発行したものである。この貨幣の発行により、日本の青銅貨は桐一銭青銅貨以来の復活となったが、桐一銭青銅貨とは組成が異なり、亜鉛が若干多めである。
1951年（昭和26年）から1958年（昭和33年）にかけて製造された十円硬貨の縁にはギザがあり、俗に「ギザ十」（ギザじゅう）と呼ばれる。図柄は1959年（昭和34年）以降製造のものと同様である。発行は1952年（昭和27年）に開始され、市中に出回ったのは翌年だが、製造は1951年（昭和26年）から行われており、年銘の刻印も「昭和二十六年」からある。

#### 十円青銅貨（ギザ無）
1958年（昭和33年）までは縁にギザがあるものが発行されていたが、1959年（昭和34年）2月16日以降に製造されたものは縁のギザがなくなり平滑に変更された。
発行初年の昭和34年銘と、昭和61年銘、昭和64年銘、及び近年の令和5年銘は発行数が比較的少ないが、昭和34年銘の未使用状態のもの以外はプレミアが付くほどではない。2019年（平成31年/令和元年）は平成から令和への元号の変わり目の年であり、その年の十円硬貨の製造枚数については、平成31年銘が1億9759万4千枚、令和元年銘が1億3702万6千枚と、令和元年銘の方がやや少ないが、令和元年銘の十円硬貨は、令和元年銘の6種類の通常硬貨の中で製造枚数が最も多くなった。

### 流通状況
市中の対面取引で不自由なく使用でき、一般的な自動販売機や鉄道駅の券売機等で使用可能な最小額面の硬貨である。携帯電話・スマートフォンの普及以前は公衆電話でも広く使用されていた。近年でも五百円硬貨・百円硬貨と共に、安定してまとまった量が製造され続けている硬貨の一つである。
十円硬貨の発行が始まって暫くの昭和26年～昭和34年ごろは、発行枚数が1億枚を切ることもあった。しかし、高度経済成長期により、流通状況が好状況になっていった。製造枚数を見ると、昭和40年代後半から昭和50年代にかけては10億枚以上製造される年が多かった。昭和末期から平成に入ってからは減少していった。特に平成20年ごろからは、キャッシュレス化や電子マネー、QRコード決済などの電子決済の発達により、五百円硬貨・百円硬貨以外の硬貨について、新規製造する必要性が薄れる傾向となっていった。それに伴い、十円硬貨も年々発行枚数は減少し、平成20年代後半以降は多くの年で1億枚台で推移していたものの、発行枚数1億枚を切ったことは昭和64年銘以降なかった。しかし、2023年（令和5年）はこれまでの傾向と比較して大幅に少ない2792万7千枚のみの製造となり、ギザ無では最少枚数の記録、またギザ有（愛称：ギザ十）を含めても昭和33年銘に次いで少ない製造枚数となった。十円硬貨の流通は年々減少している傾向がうかがえる。ただし、一円硬貨、五円硬貨、五十円硬貨が昨今はミントセット向けの製造に限られるのに対し、十円硬貨は一般流通用の製造が続いている。

## 十円金貨

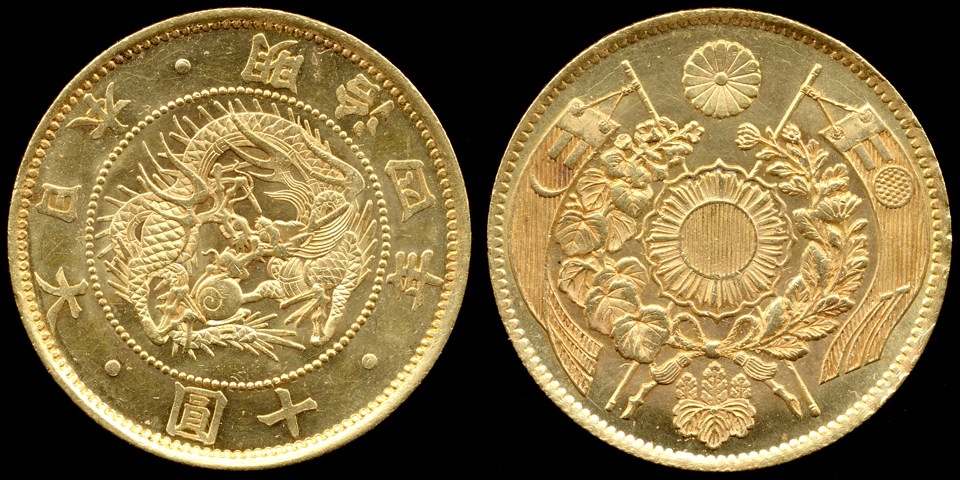
旧十円金貨

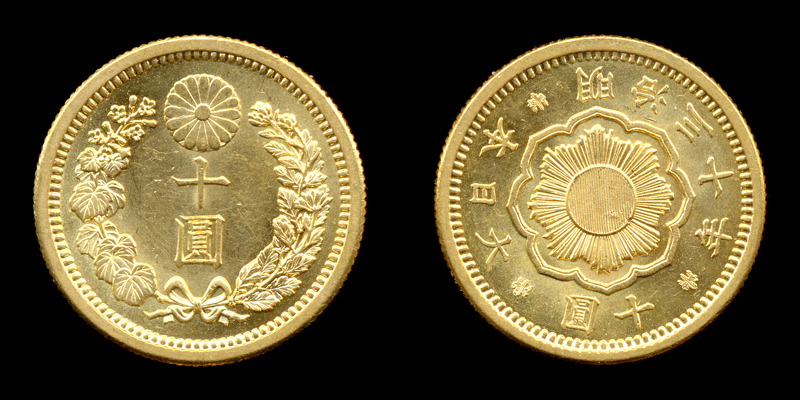
新十円金貨

新貨条例の下で発行された旧十円金貨と、貨幣法の下で発行された新十円金貨があり、いずれも本位貨幣であった。
通貨の単位及び貨幣の発行等に関する法律施行、貨幣法の廃止に伴い1988年（昭和63年）3月末で廃止された、現在はいずれも法定通貨としての効力を有さない。

### 旧十円金貨 (1871年（明治4年）)
品位：金90%・銅10%、量目：16.6667g、周囲にギザあり。表面には竜図（阿竜）、裏面には菊紋・桐紋・日章・菊枝と桐枝・錦の御旗（日月旗）・八稜鏡があしらわれている。新貨条例に15gの純金を含むことが規定され、1871年（明治4年）から本位金貨として発行された。発行当初は直径29.424mmであったが、1876年（明治9年）発行分からは直径を僅かに縮小した29.394mmのものに改版されている。1880年（明治13年）製造終了。1897年（明治30年）以降は貨幣法により額面の2倍である20円に通用した。
初期の大型版は明治4年銘のみ存在する。縮小版は明治9・10・13・25年銘が存在するが、縮小版はいずれも製造枚数・現存枚数が極めて希少であり、新しい極印と鋳造機の試験、並びにプルーフ硬貨の試作として鋳造されたと考えられている。特に明治25年銘はシカゴ博覧会用に2枚のみの製造となっている。

### 新十円金貨 (1897年（明治30年）)
品位：金90%・銅10%、直径：21.212mm、量目：8.333g、周囲にギザあり。表面には菊紋・菊枝と桐枝、裏面には桐紋・日章・八稜鏡があしらわれている。貨幣法により本位金貨として1897年（明治30年）に発行された。同法に明記された「純金ノ量目二分（0.75g）ヲ以テ価格ノ単位ト為シ之ヲ圓ト称ス」に基づき7.5gの純金を含むことが規定された。1910年（明治43年）製造終了。
年銘としては、明治30年銘から43年銘まで、38・39年銘を除き全て存在するが、このうち最終年号の43年銘は発行・現存枚数が極めて希少である。

## 未発行貨幣・試鋳貨幣等

### 十円洋銀貨 (1950年（昭和25年）)
1950年（昭和25年）には十円洋銀貨と呼ばれるニッケル合金の洋白製十円硬貨が制定され、翌1951年（昭和26年）にかけて十円紙幣（A十円券）に代わるものとして製造された。表面には茶の花と「十円」の文字、裏面には旧字体による「日本國」の文字、製造年の表記、中心の穴を取り囲む線模様が配された図柄となっている。しかし同年（1950年）に始まった朝鮮戦争の影響でニッケル価格がトン当たり約410万円まで高騰したため、1951年（昭和26年）5月31日には「ニッケル等使用制限規則」（通商産業省令35）が制定され、大蔵省はニッケルを民需に廻すのが望ましいとの要請を受け、退蔵防止のため製造数をある程度確保するまで造幣局に保管されていた硬貨は熔解され結局発行されなかった。この十円洋銀貨は不発行であったゆえ法定通貨の資格を得ることはなかった。その後、材質･デザインともに変更されて製造･発行されたのが、本項の十円青銅貨（ギザ有）である。
十円洋銀貨は、現行の五円硬貨や五十円硬貨と同じく中央に穴が空けられている。かつてこの硬貨の所有者が、テレビ東京のバラエティ番組『開運!なんでも鑑定団』に「穴の空いた謎の十円玉」として鑑定を依頼したことがある。その際、鑑定士により最低でも25万円以上の価値と評価された。発行されることなく製造が中止された不発行貨のため、資料用として残された分以外は全て溶解処分された。資料用に残された物は当時の大蔵省や造幣局の関係者（それらに縁のある人物含む）、熱心な収集家など、ごく一部の者しか所有していない。
なお、第二次世界大戦後に製造された硬貨で、様式の官報告示や製造が行われたものの実際に発行されなかった硬貨はこの十円洋銀貨のみである。

### その他
- 十円金貨（品位：金90%・銅10%、直径：29.09mm、量目：16.65g） - 明治2年銘の毛彫の試作貨。表のデザインは発行された旧十円金貨とほぼ同じだが、裏面は旭日の周囲に菊・桐各8交互連続模様となっている[15]。
- 十円金貨（品位：金90%・銅10%、直径：31.81mm、量目：16.1g） - 明治3年銘の打製の試作貨。表のデザインは発行された旧十円金貨とほぼ同じだが、裏面は旭日の周囲に菊・桐各8交互連続模様となっている[15]。
- 十円金貨（品位：金91.6%・銅8.4%、直径：32mm、量目：16.1g） - 明治3年銘。表裏のデザインは発行された旧十円金貨とほぼ同じだが、直径が発行貨より若干大きく、量目が発行貨より若干軽い[16]。
- 十円青銅貨（品位：銅95%・亜鉛4%・錫1%、直径：23.54mm、量目：4.4g） - 昭和26年銘。昭和34年発行開始の現行十円青銅貨とほぼ同じデザインだが、裏面の「10」の書体の雰囲気が発行貨と異なる。ギザはない[17]。

## 変遷
- 1871年（明治4年）：新貨条例制定。旧十円金貨（本位金貨）発行開始。
- 1875年（明治8年）：旧十円金貨の直径を僅かに縮小したのものに改版[注 3]。
- 1876年（明治9年）：改版後の旧十円金貨発行開始[18]。
- 1880年（明治13年）2月：旧十円金貨製造終了。
- 1897年（明治30年）：貨幣法制定。新十円金貨（本位金貨）発行開始。
- 1910年（明治43年）3月：新十円金貨製造終了。

（この間は日本銀行券の十円紙幣のみ製造発行）
- 1950年（昭和25年）3月2日：臨時通貨法の改正で10円の貨種を追加。
- 1950年（昭和25年）3月2日：十円洋銀貨の様式が制定[注 6]されるも不発行[19]。図柄は茶。
- 1951年（昭和26年）：十円洋銀貨製造終了。朝鮮戦争によるニッケル原価高騰を受けて発行計画が中止されたため。製造された約7億枚のうち、資料用のものを除いたほとんどが処分された。
- 1951年（昭和26年）12月7日：十円青銅貨（ギザ有）の様式を制定[注 7][18]。
- 1951年（昭和26年）：十円青銅貨（ギザ有）製造開始。
- 1953年（昭和28年）1月5日：十円青銅貨（ギザ有）発行開始[2]。図柄は平等院鳳凰堂。縁にギザがついている。俗にギザ十と呼ばれる。
- 1958年（昭和33年）：十円青銅貨（ギザ有）製造終了。
- 1959年（昭和34年）1月5日：十円青銅貨（ギザ無）の様式を制定[注 8][18]。
- 1959年（昭和34年）2月16日：十円青銅貨（ギザ無）発行開始[3]。図柄は従前と同じ。縁がギザから平滑になる。
- 1986年（昭和61年）：一部の貨幣に平等院鳳凰堂の屋根および階段のデザインが異なるものが存在する（昭和61年後期、昭和62年プルーフセット）。
- 1988年（昭和63年）3月31日：翌日の通貨の単位及び貨幣の発行等に関する法律の施行に伴い、この日をもって全ての十円金貨の通用停止[注 2]。
- 1988年（昭和63年）4月1日：通貨の単位及び貨幣の発行等に関する法律の施行により、従前は臨時補助貨幣として発行されていた2種類の十円青銅貨は「貨幣とみなす臨時補助貨幣」として引き続き通用力を有することとなった。

新貨条例で制定された旧十円金貨（1871年（明治4年）発行）は1897年（明治30年）10月1日の貨幣法施行によりこれ以降額面の2倍である20円に通用していた。
なお、1872年（明治5年）6月25日から1955年（昭和30年）4月1日までは十円紙幣が並行して発行されていた。

## 発行枚数推移
「独立行政法人造幣局 貨幣に関するデータ 年銘別貨幣製造枚数」より

## 十円硬貨を題材にした作品
- ショートショート
  - 『税金ぎらい』（星新一、1971年刊行『なりそこない王子』収録）: 十円金貨が法律上飽くまでも10円の価値しかない側面と、素材の価値並びに古銭として持つ価値の側面を綯交ぜにして関係者の悲喜交々を描く。